# 푸슈카시 아레나
푸슈카시 아레나(헝가리어: Puskás Aréna)는 헝가리 부다페스트에 위치한 다목적 경기장으로 2019년 11월 15일에 개장했다. 헝가리 축구 국가대표팀의 홈 구장으로 사용되고 있으며 수용 인원은 69,870명이다. 경기장 이름은 1950년대 헝가리를 대표하는 축구 선수인 푸슈카시 페렌츠에서 유래된 이름이다.
2011년에 공개된 새 경기장 건립 비용은 350억 헝가리 포린트로 추산되었지만 2014년에 90억 ~ 100억 포린트로 축소되었다. 2014년 8월 1일에는 새 경기장 건설에 관한 안건이 공개되었다. 유럽 축구 연맹(UEFA)은 2014년 9월 19일에 헝가리 부다페스트에서 UEFA 유로 2020 조별 예선 3경기와 16강전 1경기를 개최하기로 결정했다.
2016년 10월에 철거된 푸슈카시 페렌츠 슈터디온을 대신하는 새 경기장 건설 사업이 2017년 2월부터 시작되었으며 190억 헝가리 포린트가 건설 비용으로 투입되었다. 헝가리 축구 국가대표팀은 2019년 11월 15일에 우루과이와의 경기장 개장 기념 친선 경기를 치렀는데 헝가리는 우루과이에 1-2 패배를 기록했다.

## 사진

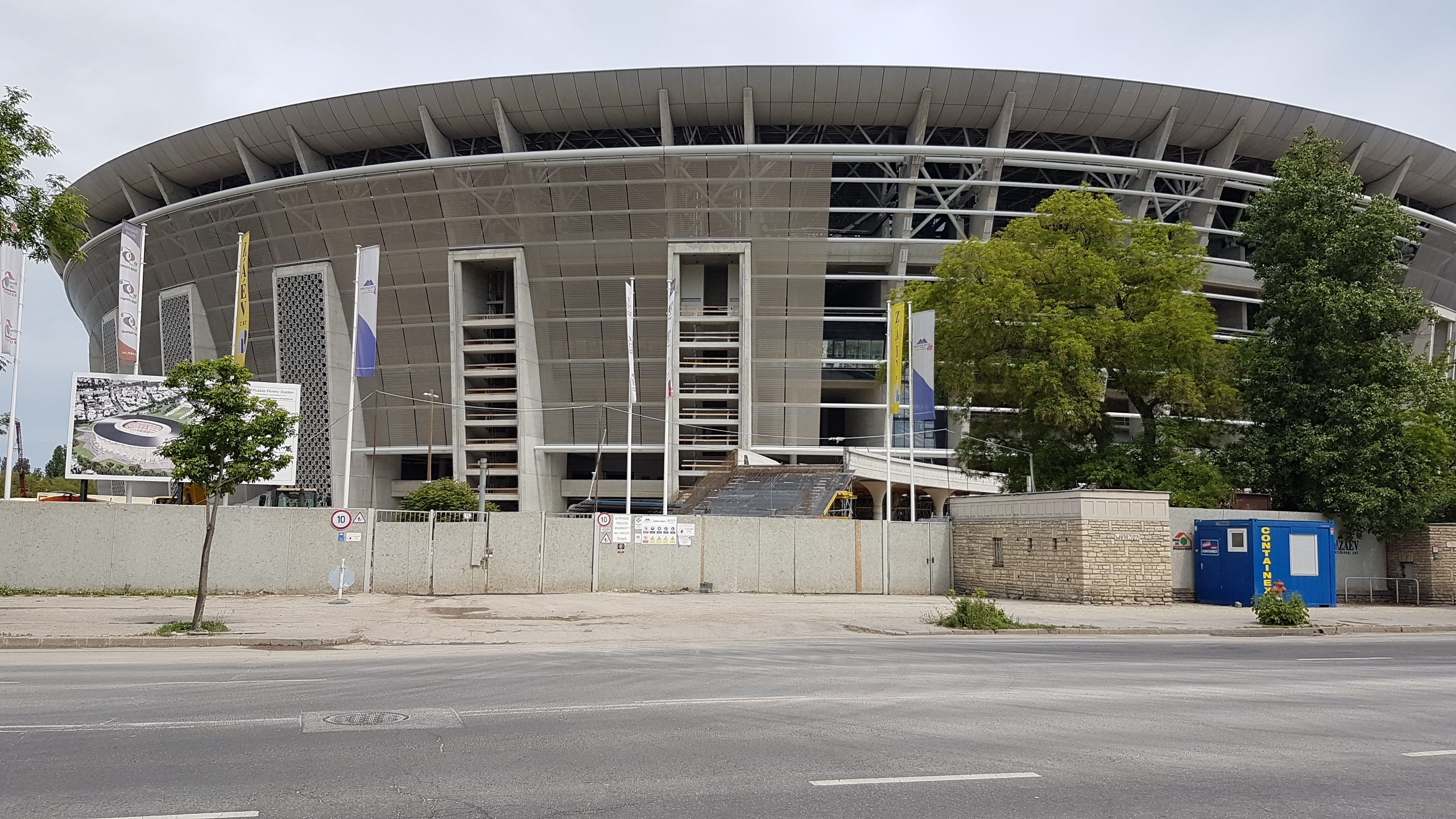
2019년 5월 12일에 촬영된 푸슈카시 아레나의 외부 모습
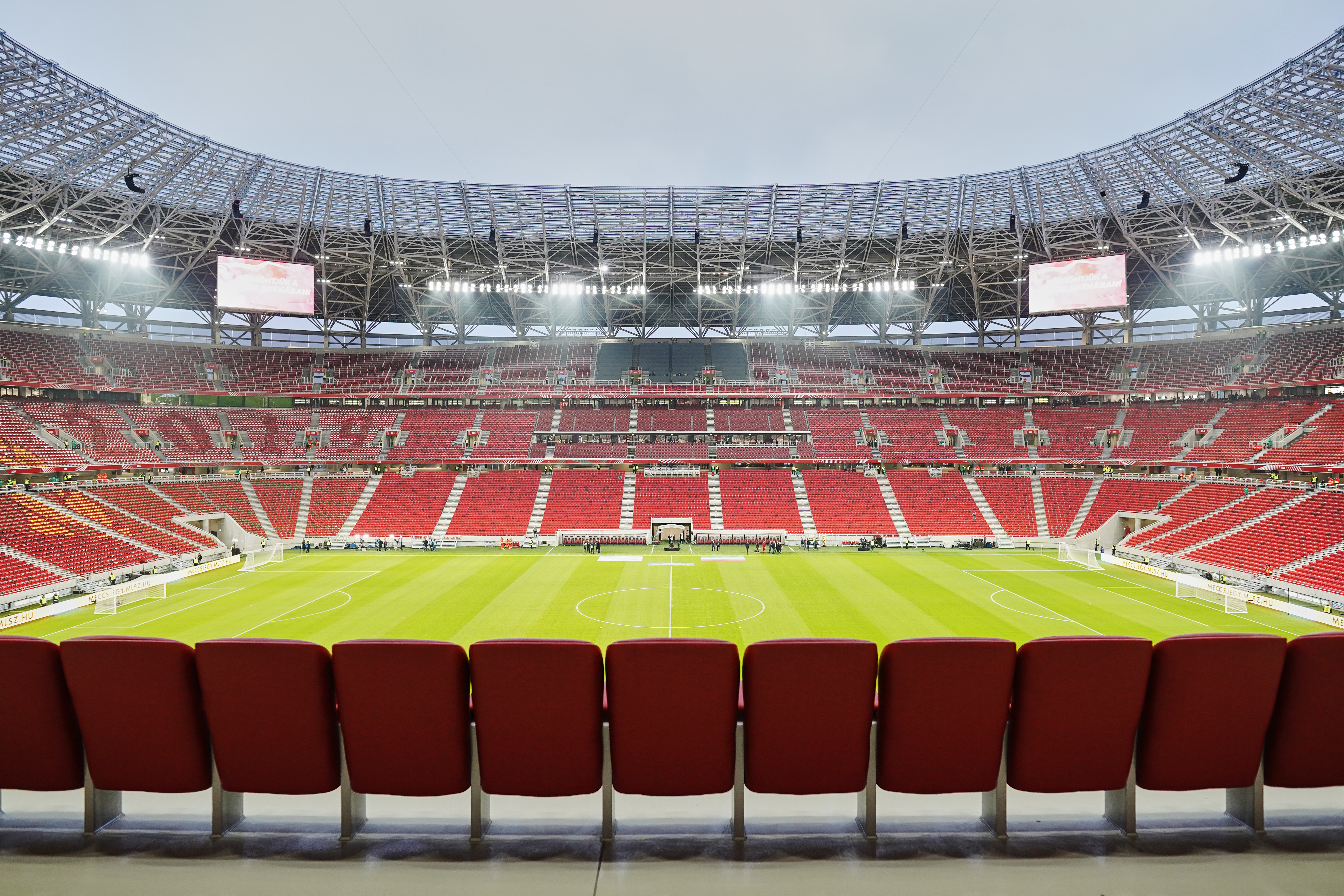
2019년 11월 15일에 촬영된 푸슈카시 아레나의 내부 모습
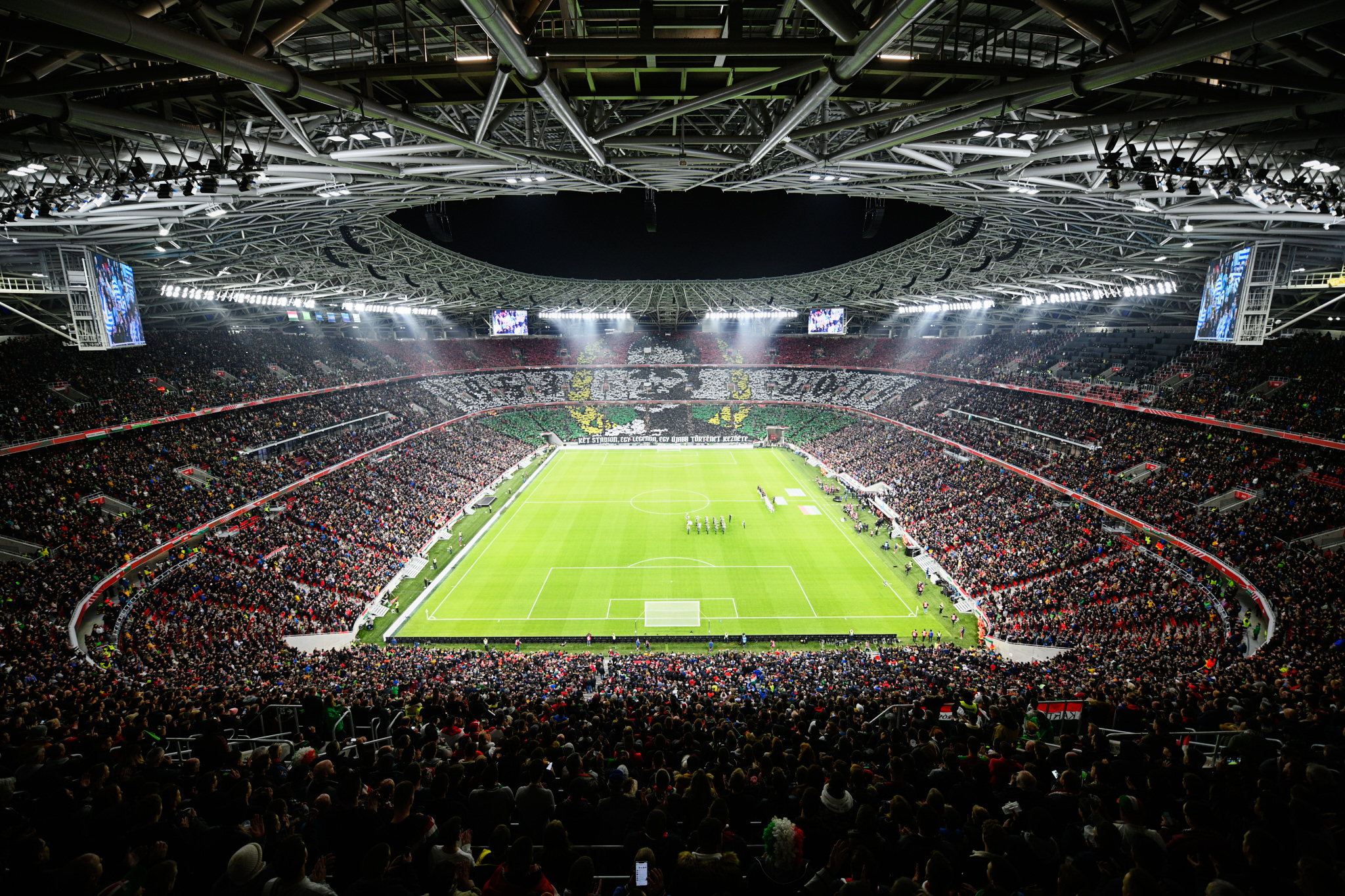
헝가리-우루과이, 2019년 11월 개장 경기
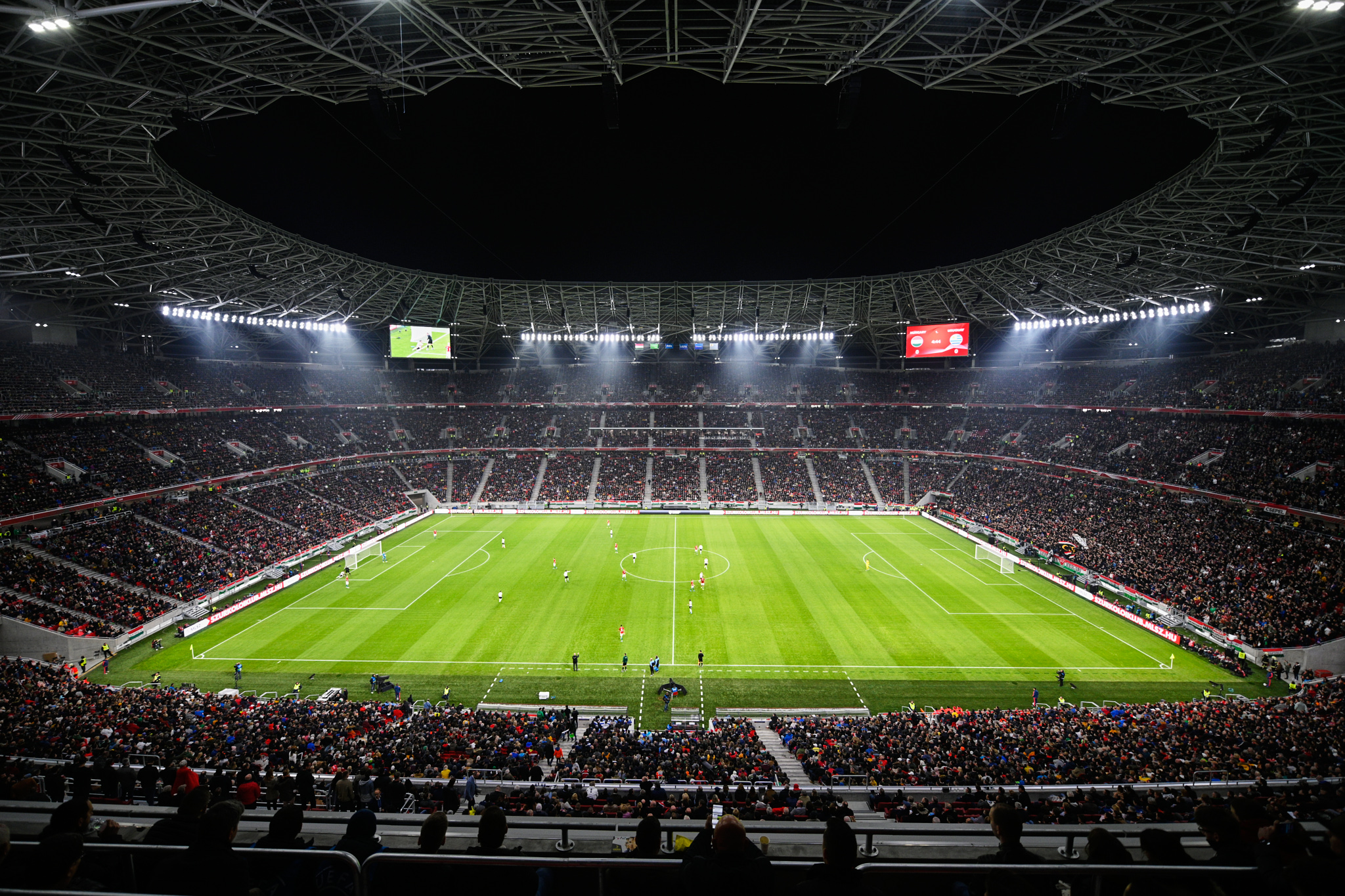
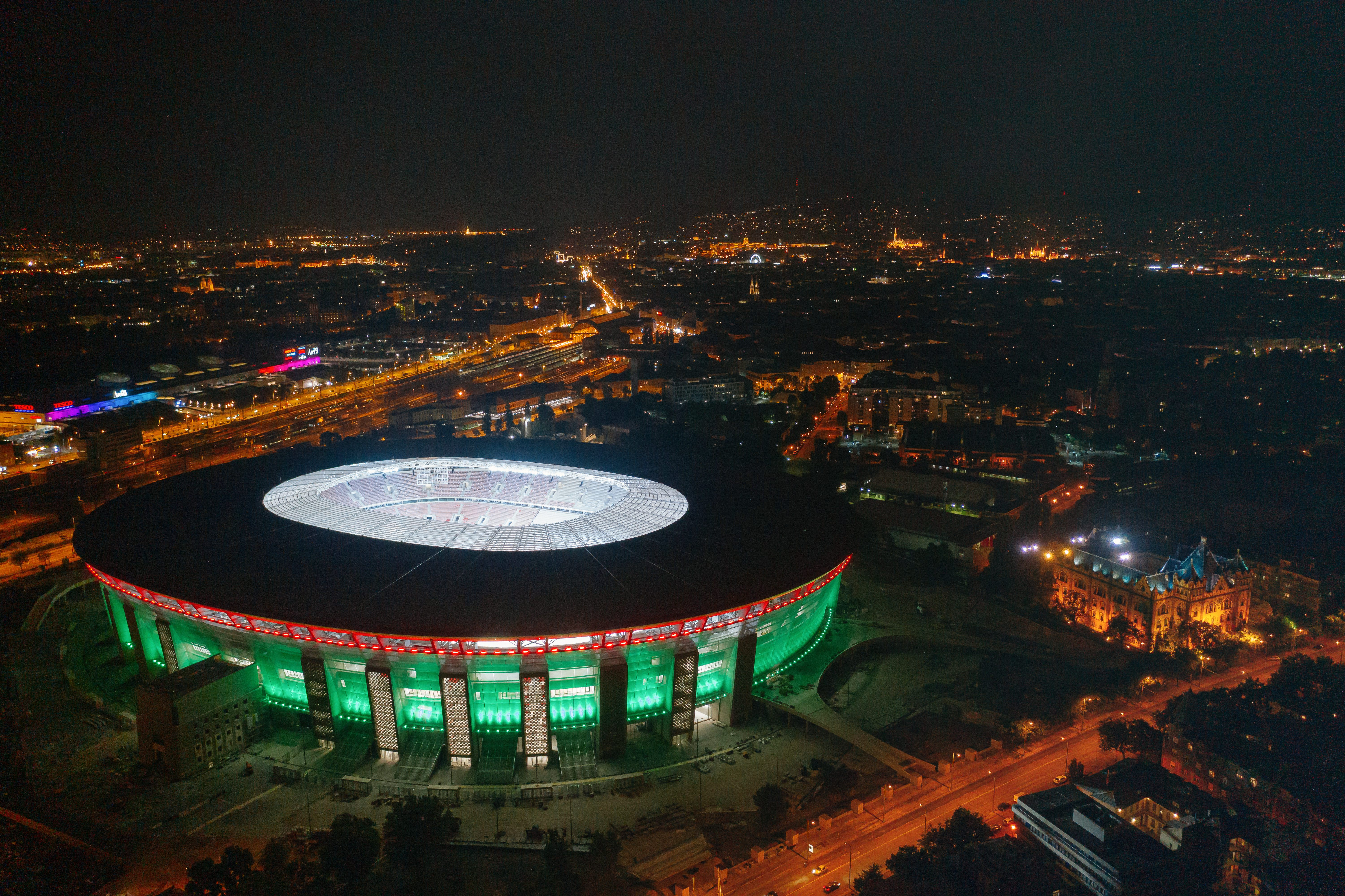
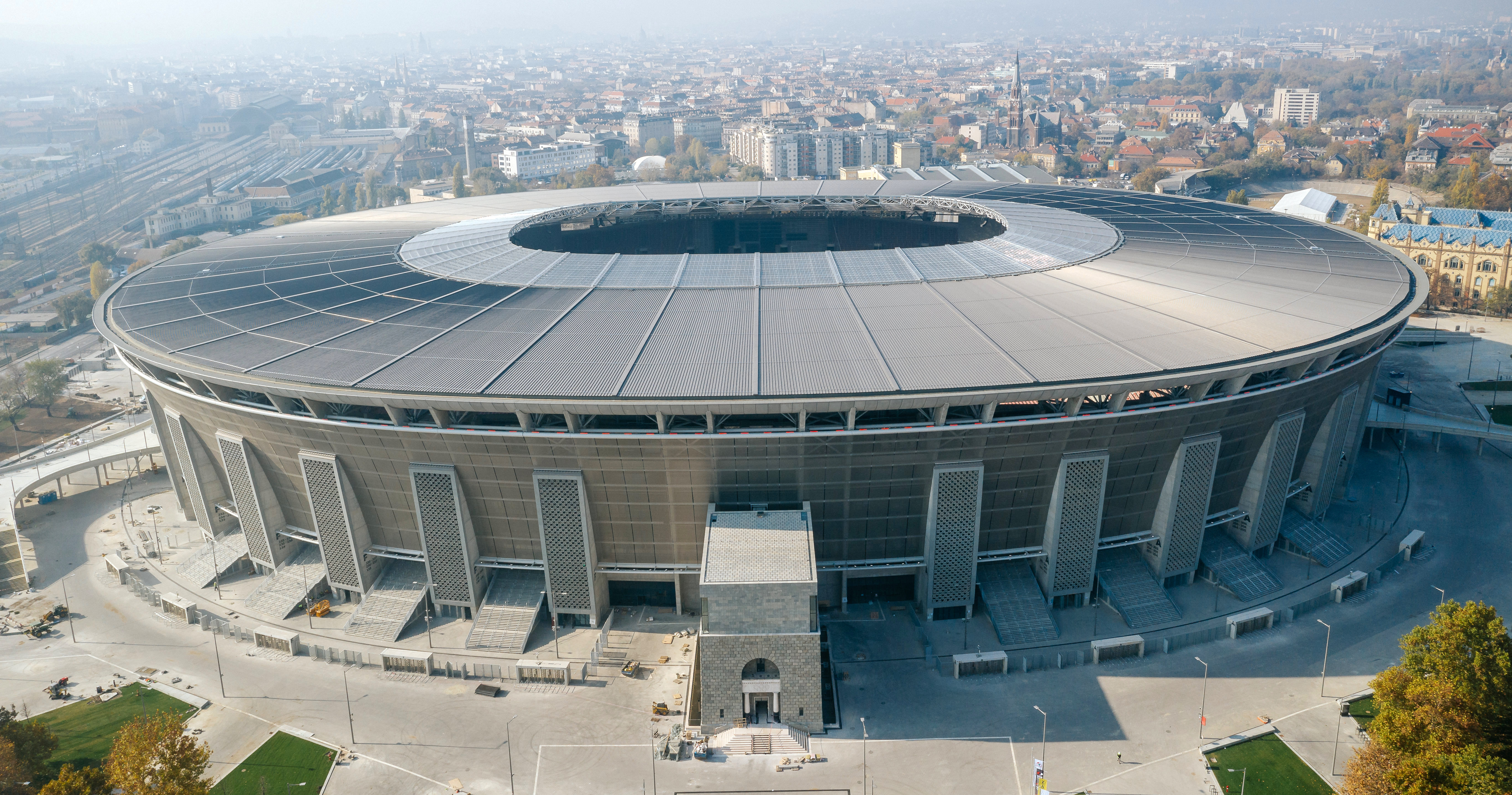
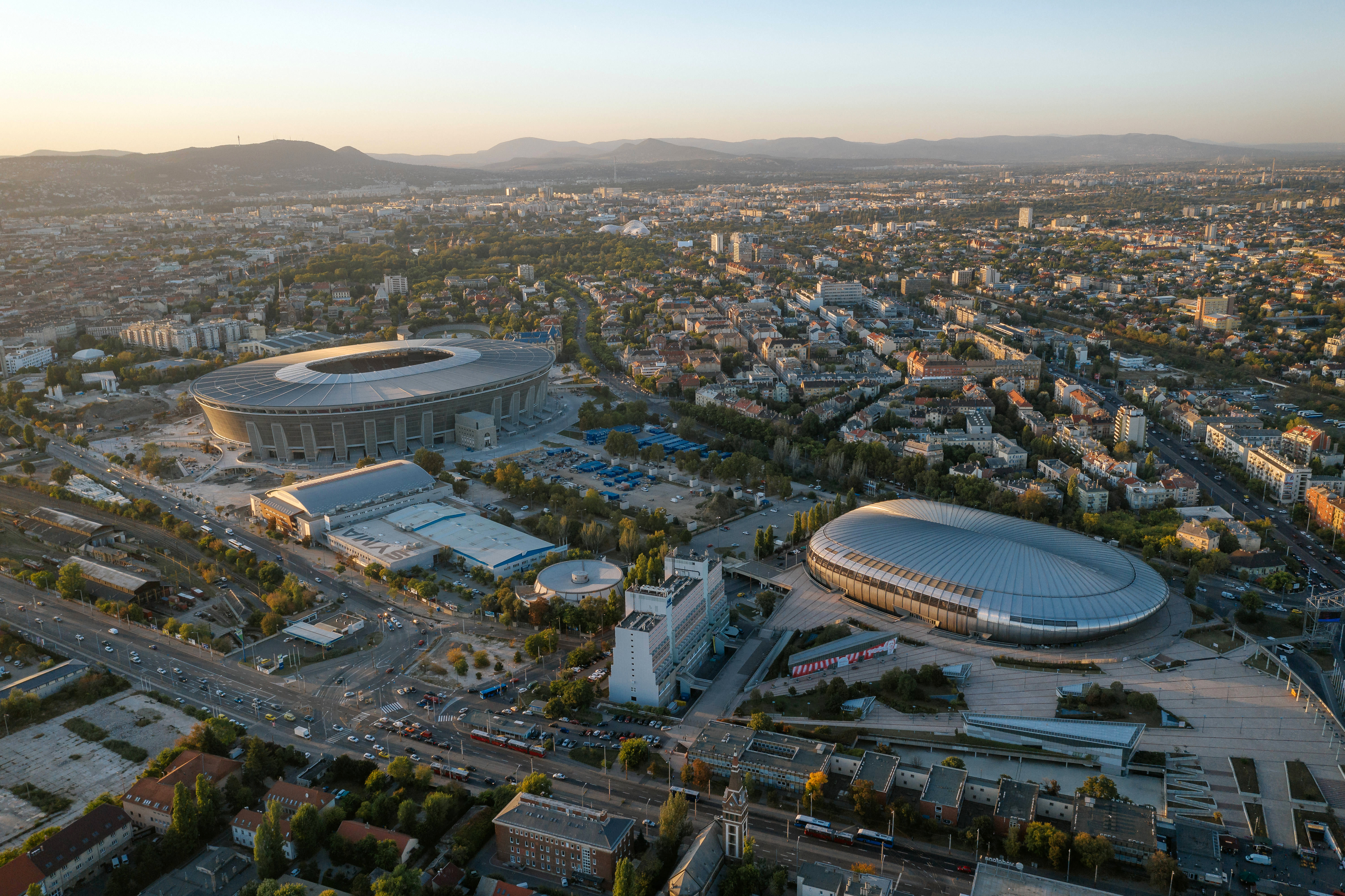

## 같이 보기
- 아레나 나치오날러
- 바르샤바 국립경기장
- 에른스트 하펠 슈타디온
- NSC 올림피스키 스타디움
- 루즈니키 스타디움
- 웸블리 스타디움